# جوزيف آدم
جوزيف آدم هو عداء سريع سيشلي، ولد في 1 مايو 1965.

## وصلات خارجية
- جوزيف آدم على موقع الاتحاد الدولي لألعاب القوى (الإنجليزية)
- جوزيف آدم على موقع أوليمبيديا (الإنجليزية)